# Heavy Metal and Reflective
Heavy Metal and Reflective – utwór amerykańskiej raperki Azealii Banks, wydany 28 lipca 2014 roku jako drugi singel z albumu Broke with Expensive Taste. Teledysk promujący piosenkę został opublikowany 5 sierpnia 2014. Za reżyserię odpowiadał Rob Soucy oraz Nick Ace.

## Lista utworów
Digital download
| Nr | Tytuł utworu                            | Długość |
| -- | --------------------------------------- | ------- |
| 1. | „Heavy Metal and Reflective” (explicit) | 2:30    |
| 2. | „Heavy Metal and Reflective” (clean)    | 2:30    |

## Notowania
| Lista (2014)                                | Najwyższa pozycja |
| ------------------------------------------- | ----------------- |
| UK Indie (Official Charts Company)          | 40                |
| UK Indie Breakers (Official Charts Company) | 10                |

## Historia wydania
| Kraj  | Data          | Format           | Wytwórnia             | Ref.  |
| ----- | ------------- | ---------------- | --------------------- | ----- |
| Świat | 28 lipca 2014 | Digital download | Azealia Banks Records | [ 4 ] |